# Tartar (pakao)
Tartar (grč. Τάρταρος, Tártaros) u grčkoj mitologiji ime je podzemnog svijeta - pakla - još niže smještenog od Hada. Tartarom vlada istoimeni bog - Tartar.

## Grčka mitologija

### Pakao
Heziod u svojoj Teogoniji govori da bi brončani nakovanj s nebesa (Olimpa) padao devet dana do Zemlje, a potom još devet dana do Tartara. U Homerovoj Ilijadi, Zeus govori da je Tartar onoliko ispod Hada koliko je nebo iznad zemlje.
Tartar je obrubljen trima slojevima noći koji okružuju brončani zid koji potom okružuje Tartar. To je vlažna i bijedna jama obavijena mračnom i sumornom maglicom. Primordijalni je Tartar nastao iz Kaosa, a zajedno s njime, Geja i Eros odaslani su u svemir.
Radamant, Eak i Minos bili su suci podzemlja koji su odlučivali tko će ići u Tartar. Radamant je sudio azijskim dušama, Eak europskim, a Minos je bio sudac Grcima, a imao je i odlučujući glas.

### Stanovnici
Tartar je često služio za zatvaranje "nepodobnih" božanstava i bića. Kada je Kron, vladajući Titan, došao na vlast, zatvorio je sve Kiklope u Tartar. Poslije ih je Zeus oslobodio iz zatvora da mu pomognu u borbi protiv Titana i Giganata. Na posljetku su Titani pobijeđeni, a većina njih odaslana je u Tartar. U nj nisu poslani Atlant, Kron, Epimetej, Metida, Menetije i Prometej.
Zatvorenike su čuvali divovi Hekatonhiri, svaki s pedeset ogromnih glava i sto snažnih ruku. Poslije, kad je Zeus svladao čudovišnog Tifona, također ih je zatvorio u Tartar.
Isprva je Tartar služio za zatvaranje olimpskih bogova, a poslije je postao mjesto u kojem kazna odgovara zločinu. Ovdje je bio Sizif koji je bio lopov i ubojica te je osuđen da vječno gura kamen do vrha brda koji bi se potom otkotrljao natrag. Također je ovdje bio zatvoren i Iksion, prvi čovjek koji je prolio krv svoga rođaka - zatvorio je svog punca u jamu s gorućim ugljenom da bi izbjegao plaćanje vjenčanja - stoga mora provesti vječnost na gorućem kotaču. Sljedeći je zatvorenik i Tantal koji je ukrao ambroziju bogovima i skuhao svoga sina i pripremio ga kao jelo da bi iskušao bogove. Osuđen je na Tantalove muke - bio je do vrata u hladnoj vodi, a iznad glave bile su mu grane s prekrasnim voćnim plodovima. Kad god bi poželio ubrati plod, grane bi se izmakle. Kad god bi poželio popiti hladne vode, ona bi se povukla.

## Rimska mitologija
U rimskoj mitologiji Tartar je mjesto gdje su slani grešnici - pakao. Vergilije u svojoj Eneidi opisuje ga kao ogromno mjesto okruženo plamenom rijekom Flegeton i trostrukim zidovima koji sprečavaju grešnike da pobjegnu. Čuva ga Hidra s 50 crnih razjapljenih čeljusti koja sjedi kod vrištećih vrata zaštićenih stupovima od čvrstog adamantina, tvardi srodne dijamantu, tako čvrste da je ništa ne može probiti. Unutra je dvorac sa širokim zidovima i visokim željeznim tornjem. Tizifona, jedna od Erinija koja predstavlja osvetu, čuva stražu s bičem na vrhu ovog tornja i nikad ne spava. U sredini je duboka, duboka jama na dnu koje smješteni su Titani i ostali grešnici.

## Vanjske poveznice
- Podzemlje i zagrobni život u grčkoj mitologiji (engl.)